# Dimitri und die falschen Zaren
Dimitri und die falschen Zaren (auch: Demetrius und die falschen Zaren oder Verschwörung gegen Dimitri) ist ein 1970 erschienener Jugendroman von Hans Baumann. Er spielt im Russischen Zarenreich zu Zeiten von Iwan dem Schrecklichen und den Jahren nach seinem Tod. Im Mittelpunkt steht hierbei der jüngste Nachfahre Iwans Dimitri beziehungsweise der Lebensweg des späteren Zaren Dimitri II.

## Inhalt
Der Deutsche Taschenbuchverlag (dtv-Junior) umschreibt das Buch wie folgt:

„Schreckensherrschaft im russischen Zarenreich unter Iwan dem Schrecklichen. Nach seinem Tod übernimmt der eiskalte Boris Godunow die Regentschaft. Bald darauf verkündet er den Tod des Zarensohns Demetrius. 
Doch dann ein Raunen im Volk: Dimitri lebt! In Polen bereitet er die Eroberung Moskaus vor. Und Dimitri, im Besitz der Merkmale des wahren Zarensohns, zieht siegend durch Rußland, kühn, arglos, großzügig und gerecht, voll Verlangen, seinem Volk eine Regierung der Gewaltlosigkeit zu bringen. Er wird zum Zaren gekrönt. Doch seine Regierungszeit währt nur ein Jahr ...“

Dimitri und die falschen Zaren gliedert sich in den ersten Teil (Dimitri verschwindet und taucht wieder auf) mit 11 Kapiteln, einen zweiten Teil (Dimitri rüstet und zieht nach Moskau) mit 16 Kapiteln und einen dritten Teil (Ein junger Zar im Kreml) mit 15 Kapiteln. Zudem hängt dem Buch eine Zeittafel mit historischen Daten des Russischen Zarenreiches und eine Karte des Geschehens an. Des Weiteren werden andere Roman und Stücke vorgestellt, die das Thema aufgegriffen haben, und es werden verschiedene historische Einschätzungen der historischen Person des sogenannten »Falschen Dimitri« ergänzt.
Der erste Teil (Dimitri verschwindet und taucht wieder auf) beginnt mit der Geburt Dimitris (laut Roman) am 19. September 1583 in Moskau. Dem letzten Nachfahren von Iwan IV. („den Schrecklichen“) wird als Sohn aus fünfter Ehe nicht die sonst übliche Ehre zuteil. Mit seinem Halbbruder Fjodor aus erster Ehe war die Nachfolge Iwans gesichert. Kurze Zeit nach dem Tod Iwans erwirkt der einflussreiche Bojar Boris Godunow die Verbannung der Sippe Nagoj, zu denen auch Dimitri und seine Mutter Marja gehört, ins entlegene Städtchen Uglitsch. An diesem Ort wächst Dimitri im Kreise seiner Familie auf, bis im Jahr 1591 dem Volk der Tod des jungen Zarensohnes verkündet wird. Eine vom Zaren eingesetzte Kommission soll diesen Tod untersuchen, da Stimmen laut wurden, sein Tod wäre kein Unfall, sondern Mord. Regent Godunow bestimmt hierzu die Bojaren Schuiski, Wylusgin und Kleschin. Diese Kommission bestätigt jedoch auf dem Großen Platz in Moskau den unglücklichen Tod Dimitris infolge eines Sturzes in ein Messer, mit dem er spielte und sich angeblich selbst die Kehle aufschnitt. Aus dem versammelten Volk heraus erntet diese Darstellung Widerspruch und es wird der Vorwurf erhoben Dimitri wurde vom Bojaren Bitjagowski erstochen und vor Ort wird zugleich ein Massaker an der Bevölkerung begangen. So bleiben im Volk Zweifel an der offiziellen Darstellung, doch ein Großbrand in Moskau und ein Tatareneinfall bieten dem Regenten Godunow Gelegenheit, von diesen Zweifeln abzulenken und sich beim Volk beliebt zu machen. Nach dem Tod von Zar Fjodor wird Boris Godunow zum neuen Zar ernannt. Nach einer Hungersnot und mit zunehmender Gewaltherrschaft wendet sich das Volk und auch der russische Adel vom neuen Zaren ab, der, wie schon Iwan der Schreckliche, mit harten Strafen reagiert. Dies beflügelt ein Gerücht, dass der für tot erklärte Dimitri lebt und in Polen aufgetaucht ist. Ohne Wissen des Zaren entsendet Bojar Schuiski einen Schreiber nach Polen, um mit dem angeblichen Zarensohn und rechtmäßigen Thronfolger Kontakt aufzunehmen.
Der zweite Teil (Dimitri rüstet und zieht nach Moskau) beginnt mit dem Empfang des nach Polen gesandten Schreibers. Dieser schildert Dimitri und dem Woiwoden Mnischek die Hintergründe seiner Entsendung und die Geschehnisse in Russland. Bisher bestehen unter den polnischen Panen Zweifel an der zaristischen Herkunft Dimitris. Diese räumt ein polnischer Bauer teilweise aus, der angibt als Kriegsgefangener in Uglitsch gewesen zu sein und meint den Zarensohn unzweifelhaft zu erkennen. Dimitri und Mnischek werden vom polnischen König Sigismund empfangen, der Dimitri als Zarensohn anerkennt. Eine kurze Zeit später eintreffende Gesandtschaft des russischen Zaren Godunow scheitert aufgrund der augenscheinlichen Ähnlichkeit mit dem jungen Dimitri daran den angeblichen Zarensohn als Betrüger zu entlarven. Die anfängliche Zurückhaltung des polnischen Adels wandelt sich in aktive Unterstützung, nicht ohne jedoch Gegenleistungen einzufordern. Auch Pan Mnischek verlangt für die angedachte Hochzeit zwischen seiner Tochter Marina und Dimitri die Zusagen von Geld und Ländereien, die Dimitri in der Aussicht zukünftiger Zar zu werden gibt. Die Kosaken vom Wildem Feld schließen sich dagegen freiwillig und ohne Forderungen Dimitri an. Dem Schreiber Grischa, der an dieser Koalition zweifelte, entgegnete er:

„Ich bin ein Russe wie du, ich hänge an meinem Volk wie alle Russen. Aber nicht die lieben ihr Volk am meisten, die es über andere Völker stellen, ohne diese Völker zu kennen. Nicht der tut seinem Volk den größten Dienst, der seine Fehler leugnet, sondern der bereit ist, dagegen anzugehen.“

Gemeinsam zieht Dimitri mit einem Heer aus polnischen Soldaten und russischen Kosaken Richtung Moskau. Nach ersten Erfolgen schließen sich weitere Soldaten und Kosaken dem Heer an. Stets ist Dimitri darauf bedacht auf Kämpfe zu verzichten, indem er Festungen und Heerführern Begnadigung verspricht, sofern sie sich ergeben würden. Doch Nowgorod unter der Führung von Pjotr Basmanow ist zum Kampf entschlossen. Die Einnahme der Stadt misslingt und das herannahende Heer des Zaren unter Schuiski treibt Dimitris Truppen in die Flucht. Doch trotz der Niederlage stoßen neue Kosaken siegesgewiss zu Dimitri. Auch Basmanow wechselt die Seite und schließt sich ihm an.

„‚Nun sind wir also Verräter‘, sagte Pjotr. ‚Der Mann im Kreml wird uns so nennen. Er hat jedem von uns einige Titel verliehen. Aber nur auf diesen einen sollten wir stolz sein: »Verräter an Boris Godunow«‘“

Gemeinsam, ohne größere Gegenwehr und unter dem Jubel des Volkes zieht Dimitri in Moskau ein. Zuvor war Zar Godunow an Herzversagen verstorben. Schuiski hatte sich auf die Seite Dimitris geschlagen und das Volk gegen die Nachfahren Godunows aufgebracht.
Der letzte Teil (Ein junger Zar im Kreml) startet mit großen Feierlichkeiten zu Ehren des neuen Zaren. Auf diesem Fest schreitet der junge Zar Dimitri durchs feiernde Volk, was unüblich für eine Zarenhochzeit war. Zudem befiehlt er den Wachen keine scharfen Waffen zu tragen. Zahlreiche Änderungen folgen. Verbannungen werden aufgehoben, Wucherurkunden verboten, das Heer aufgelöst und die Gehälter von Beamten verdoppelt, um Bestechungen vorzubeugen. Der Zar selbst verzichtet auf Prunk und Sonderrechte. Damit bringt er mehr und mehr die Bojaren gegen sich auf. Seine Widersacher bestraft er aber, entgegen dem Zuraten seiner Getreuen, nicht mit dem Tod, sondern lediglich mit dem Stutzen von Bärten und der Verbannung.
Auf der Hochzeit von Marina und Dimitri kommt es zu Handgreiflichkeiten zwischen Polen und Russen, woraufhin Dimitri zu beschwichtigen versucht:

„Legt die Waffen aus der Hand! Ich habe euch zu einem Fest eingeladen, nicht zu einem Streit. Vergeßt, was geschehen ist! Kein Russe soll einen Polen kränken, kein Pole einen Russen. Der Hass ist ein Haus ohne Fenster und Türen, jeder der im Haus bleibt, wird darin ersticken.“

Doch Polen und aufrührerischen Russen gegenüber bleibt er nachgiebig. Mitstreiter wie Kurella und Marfa wenden sich von ihm ab. Dimitri wird gewiss, dass er nicht der echte Sohn Iwans, sondern Teil eines großen Komplotts ist. Sein in Polen erfolgter Übertritt zum katholischen Glauben gibt Schuiski Gelegenheit den beliebten Zaren beim russischen Volk unbeliebt zu machen. Den Sturz erwartend entlässt er alle ihm verbliebenen Treuen aus ihrem Dienst. Lediglich Basmanow bleibt an seiner Seite und beide werden vom aufgebrachten Volk getötet. Schuiski wird von der eingeschüchterten Duma zum neuen Zaren gewählt. Nachträglich werden Dimitri und Basmanow zum längst erfolgten Tode verurteilt.
Am Ende der Erzählung resümiert der Bauer Dygat am Grab Dimitris:

„Er war ein guter Zar. Er hat keinem Unrecht angetan. Er hat keine Unterschiede zwischen den Menschen gemacht. Ihm war es nicht wichtig, ob einer hochgeboren oder einer Kosak war, ob ein Russe oder Pole, ob arm oder reich. Vor diesem Zaren hat keiner gezittert. Er war ein Zar ohne Schrecken. Deshalb werden alle, die ih gekannt haben, hoffen, daß wieder so einer kommt.“

## Bewertung
Der Herrschaftsanspruch und die Ideen Dimitris können, ähnlich den Baumann-Romanen Ich zog mit Hannibal, Steppensöhne und Der große Alexanderzug, als autobiografische Verarbeitung Baumanns mit der Zeit des Nationalsozialismus und als Vergangenheitsbewältigung gewertet werden.
Die Hinwendung Baumanns zur russischen Sprache, Literatur und Geschichte begann für Baumann während des Zweiten Weltkrieges, an dem er als Kompanieführer an der Ostfront teilnahm. Nach dem Krieg betätigte er sich als Übersetzer aus dem Russischen unter anderem von Werken Dostojewskis und Tolstois.
Für Otto-Rudolf Rothbart ist Baumanns Umsetzung des historischen Demetrius Stoffes weniger eine konkrete Charakteranalyse einer Person, sondern vielmehr eine allgemeine Auseinandersetzung menschlicher Verhaltensmuster wenn er schreibt:

„Darum geht es denn auch in dieser neuesten Version einer um und um ausinterpretierten Vita: nicht um Charakteranalyse per se, nicht so sehr um ein farbenprächtiges Geschichtspanorama als vielmehr um beispielhafte, einprägsame, nachvollziehbare Vergegenwärtigung uralter Lebensmaximen und exemplarischer menschlicher Verhaltensmuster.“

Winfred Kaminski sieht den Roman in der Tradition anderer historisch-politischer Jugendbücher des Autors.

„Sowohl für sein „Dimitri und die falschen Zaren“ (1970) als auch für sein „Flügel für Ikaros“ (1978) trifft zu, daß er ein geschichtliches Ereignis aus ferner Vergangenheit, das frühe zaristische Rußland und das alte (mystische) Griechenland, aufgreift, um ein zeitnahes Problem zu diskutieren. Gleichfalls treu geblieben ist er sich in der Art und Weise des Herangehens an den Gegenstand. Seine Texte entpuppen sich sämtlich als Variation der einen Frage nach der Möglichkeit des „guten Herrschers“.“

Im Children’s Book Review wird die englische Übersetzung als plausible Erzählung zwischen Wahrheit und Falschheit beschrieben:

„Hans Baumann throws light on the subject by a skilful interweaving of truth and falsehood. He produces a plausible narrative which, for all its twisting and turning, ultimately comes to the orthodox conclusion. Unlike the historiens however, Baumann does not end the discussion there.“

## Ausgaben
Dimitri und die falschen Zaren erschien zuerst 1970 im Ehrenwirth Verlag. 1976 erfolgte eine Neuauflage unter dem Titel Verschwörung gegen Dimitri und eine weitere unter Demetrius und die falschen Zaren im Programm dtv-Junior des Deutschen Taschenbuchverlages. Des Weiteren wurde der Roman im Verlag Freies Geistesleben veröffentlicht und auch ins Englische (Dimitri and the false Tsars) und Afrikaans (Dimitri die Onbekende) übersetzt.